# Phlogophora
Genre
Phlogophora est un genre de lépidoptères (papillons) nocturnes de la famille des Noctuidae, de la sous-famille des Hadeninae, des Noctuinae ou des Xyleninae selon les classifications.

## Espèces rencontrées en Europe
Selon Fauna Europaea (17 janv. 2014)
- Phlogophora cabrali Pinker, 1971
- Phlogophora furnasi Pinker, 1971
- Phlogophora interrupta (Warren, 1905)
- Phlogophora kruegeri Saldaitis & Ivinskis, 2006
- Phlogophora meticulosa (Linnaeus, 1758) - Méticuleuse ou Craintive
- Phlogophora scita (Hübner, 1790)
- Phlogophora wollastoni Bethune-Baker, 1891